# Уряд Віктора Ющенка
Уряд Віктора Ющенка — 8-й Кабінет Міністрів України, який був сформований в грудні 1999 року та розпущений 26 квітня 2001 року. 22 грудня 1999 року тодішній Президент України підписав указ про призначення Віктора Андрійовича Ющенка на посаду Прем'єр-міністра України на підставі згоди 296 депутатів Верховної Ради України.

## Склад уряду
- Ющенко Віктор Андрійович — Прем'єр-міністр

### Віце-прем'єри
- Єхануров Юрій Іванович — перший віце-прем'єр-міністр (з 30 грудня 1999 року[4])
- Тимошенко Юлія Володимирівна — віце-прем'єр-міністр з питань паливно-енергетичного комплексу (з 30 грудня 1999 року[5])
- Гладій Михайло Васильович, Віце-прем'єр-міністр (з 30 грудня 1999 року)
- Жулинський Микола Григорович, Віце-прем'єр-міністр (з 30 грудня 1999 року[6])

### Міністри
- Міністерство аграрної політики України — Кириленко Іван Григорович (з 10 січня 2000 року[7])
- Міністерство екології та природних ресурсів України — Заєць Іван Олександрович (з 31 січня 2000 року[8])
- Міністерство охорони здоров'я України — Богатирьова Раїса Василівна, Москаленко Віталій Федорович
- Міністерство палива та енергетики України — Тулуб Сергій Борисович (з 30 грудня 1999 року[9]), Єрмілов Сергій Федорович
- Міністерство праці та соціальної політики України — Сахань Іван Якович (з 30 грудня 1999 року[10])
- Міністерство транспорту України — Костюченко Леонід Михайлович (з 30 грудня 1999 року[11])
- Дурдинець Василь Васильович — міністр з питань надзвичайних ситуацій та у справах захисту населення від наслідків Чорнобильської катастрофи
- Кравченко Юрій Федорович — міністр внутрішніх справ (з 30 грудня 1999 року[12]). 26 березня 2001 року пішов у відставку «у зв'язку з переходом на іншу роботу». Того ж дня на його місце був призначений Смирнов Юрій Олександрович
- Кремень Василь Григорович — міністр освіти і науки (з 30 грудня 1999 року[13])
- Кузьмук Олександр Іванович — міністр оборони (з 30 грудня 1999 року[14])
- Мітюков Ігор Олександрович — міністр фінансів (з 30 грудня 1999 року[15])
- Станік Сюзанна Романівна — міністр юстиції (з 30 грудня 1999 року[16])
- Ступка Богдан Сильвестрович — міністр культури та мистецтв (з 30 грудня 1999 року[17])
- Тарасюк Борис Іванович — міністр закордонних справ (з 30 грудня 1999 року[18]). Звільнений з посади 29 вересня 2000 року президентом Кучмою, як стверджували експерти — за надмірно «прозахідний» курс. З 2 жовтня 2000 року цю посаду обіймав Анатолій Зленко
- Тігіпко Сергій Леонідович — міністр економіки (з 30 грудня 1999 року[19]). 25 червня 2000 року був обраний депутатом Верховної Ради та 5 липня залишив уряд. 9 серпня 2000 року міністерство очолив Василь Роговий